# Alagón (Spagna)
Alagón è un comune spagnolo di 6 894 abitanti situato nella comunità autonoma dell'Aragona. Fa parte dell'area metropolitana di Saragozza.
Il comune è anche il capoluogo della comarca della Ribera Alta del Ebro.

## Amministrazione

### Gemellaggi
Alagón è gemellata con:
- Villasor, dal 2018[1]